# Tjaktjejaure
Tjaktjejaure är en sjö i Arvidsjaurs kommun i Lappland och ingår i Byskeälvens huvudavrinningsområde. Sjön har en area på 0,591 kvadratkilometer och ligger 430 meter över havet.

## Delavrinningsområde
Tjaktjejaure ingår i det delavrinningsområde (727503-164002) som SMHI kallar för Utloppet av Tjaktjejaure. Medelhöjden är 473 meter över havet och ytan är 7,08 kvadratkilometer. Det finns inga avrinningsområden uppströms utan avrinningsområdet är högsta punkten. Vattendraget som avvattnar avrinningsområdet har biflödesordning 4, vilket innebär att vattnet flödar genom totalt 4 vattendrag innan det når havet efter 179 kilometer. Avrinningsområdet består mestadels av skog (84 procent). Avrinningsområdet har 0,72 kvadratkilometer vattenytor vilket ger det en sjöprocent på 10,1 procent.